# Colli del Tronto
Colli del Tronto är en ort och kommun i provinsen Ascoli Piceno i regionen Marche i Italien. Kommunen hade 3 717 invånare (2018).